# 佐藤信淵
佐藤 信淵（さとう のぶひろ、明和6年6月15日（1769年7月18日） - 嘉永3年1月6日（1850年2月17日））は、江戸時代後期の思想家で、経世家（経済学者）、農学者、兵学者、農政家でもある。本業は医師。出羽国雄勝郡西馬音内前郷村または郡山村（ともに、現秋田県雄勝郡羽後町）出身。通称（幼名）は百祐（ももすけ）、字は元海、号は松庵・万松斎・融斎・椿園。幼少から父の佐藤信季と各地を旅行して見聞を広め、のち江戸に出て儒学を井上仲竜、国学を平田篤胤、神道を吉川源十郎にそれぞれ学び、さらに本草学・蘭学を宇田川玄随や大槻玄沢に、天文暦数を木村泰蔵に学んだ。その学問は農政・物産・海防・兵学・天文・国学など広範に及び、主著に『宇内混同秘策』『経済要録』『農政本論』がある。

## 生涯
佐藤信淵の先祖は、横手盆地に勢威を張った戦国大名小野寺氏に仕えていたが、民間にあって医業を生業としていたといい、5代前の歓庵（信邦）以来、元庵（信栄）、不昧軒（信景）、玄明窩（信季）と4代にわたって農学や鉱山学など実学研究にたずさわった一家であったという。
信淵は、久保田藩領の出羽国雄勝郡に明和6年（1769年）6月15日に生まれた。生家には、「バカフジ」という花の咲かない藤の木があり、幼少期の信淵は「バカフジ屋敷のバカオジ」（この場合の「オジ」は「弟」という意味）と呼ばれる悪童であった。しかし、文章の読み書きや武芸には優れていたという。
天明元年（1781年）、父の玄明窩信季が諸国遊歴の旅に出たのでこれに従い、蝦夷地（いまの北海道）で1年を過ごしたのち、東北地方各地を転々として実学を学び、家学を人びとに講じながら、さらに1年を経た。なお、この旅は父信季が藩政批判の科で追われ避難するのに同行したものだともいわれている。かれは、こののちも遊歴で各地を周るが、特に心を痛めたのは奥羽や中国地方などの旅で見聞した農村の悲惨な間引きであったという。天明4年（1784年）、日光を経て下野国足尾銅山をおとずれ、そこで父とともに銅の精錬や錫の開発などの技術指導にたずさわったが、父信季がここで客死、父は信淵に対し、決して故郷に帰らぬこと、江戸に出て学問修業をすることを遺言した。
江戸に出た信淵は、16歳（数え、以下同じ）で美作国津山藩の藩医であった宇田川玄随に入門し、動物学・植物学・医学・本草学など蘭学の諸学を学び、とくに木村泰蔵からは天文学・地理学・暦算・測量術を学んだ。天明5年（1785年）、師の玄随の帰藩にしたがって津山に赴き、藩政改革のために一書を藩主に献上して献策に成功、篤く遇された。翌年には津山を去って西国遊歴の旅に出かけ、その足跡は薩摩国にまで及んでいる。寛政元年（1789年）、一時帰郷し、母の許を訪ねた。なお、久保田藩からも財政立て直しの諮問を受けたが、巨船を建造して航路を開発して交易による富国を建言したが容れられなかった。
江戸に戻ってからは幅広く諸学、とくに兵学や対外政策について学び、また、上総国山辺郡大豆谷（まめざく）村（現千葉県東金市大豆谷）に潜居して農業に従事し、農学の各種調査・実験・観察をくり返した。
寛政4年（1792年）、25歳になった信淵は、再び江戸に出て京橋柳町で医業を始めた。翌年には結婚、さらに次の年には母を江戸に呼び寄せた信淵であったが、生活は必ずしも楽ではなかったようである。母の死去後は大豆谷に引きこもり、医業のかたわら、農業を営んだといわれる。
文化4年（1807年）、39歳のとき、知り合いであった徳島藩蜂須賀氏の家臣に同行して阿波国に出向き、兵学顧問のような役に就き、海防についておおいに献策した。この頃に書かれた『鉄砲窮理論』では火薬を用いて走る「自走火船」（ロケット推進船・軍艦）を発案したことにより、一気に名声が上り、その門に集まる人が増えたといわれる。阿波国で暮らしたのは2年足らずで、江戸京橋柳町に戻り、そののち大豆谷村に引きこもって著述の生活に入った。
野心家であった信淵は、実際には牢人の身であり、それゆえ仕官を強く望んでいたが、なかなかその望みはかなえられなかった。好奇心の強い信淵は、多種多様な知識を誇ってはいたが、どの分野の知識も専門家と呼ぶには中途半端であり、本業であるはずの医学に関してもみるべき著作はなく、また、信淵が称するところの佐藤家の家学（天文・地理・鉱山・土木・兵学など）も個別にみるならば先人の説の受け売りという水準を大きく越えるものではない。しかし、反面では実に幅広く各分野の諸知識を吸収・消化して自らのものにしていったことも確かであり、こうした知識の幅がときに時代の潮流や転換点を鋭敏につかみとらせる原因になっているように思われる。
45歳のころ、信淵は再び江戸に移り、幕府神道方の吉川源十郎に入門して神道を学び、文化10年（1813年）には47歳にして平田篤胤の気吹舎に入門して国学を学んでいる。この平田国学との出会いが信淵の学問に国粋主義的性格を色濃くもたせることとなった。
文化11年（1814年）、神道問題で罪を負い、江戸所払いとなったが、なおも平田塾などに往来して禁を破ったため、天保3年（1832年）には江戸十里四方お構いとなり、武蔵国鹿手袋村（現埼玉県さいたま市南区）に蟄居した。しかし、この間、文政年間には大豆谷で『宇内混同秘策』『天柱記』『経済要録』を著し、鹿手袋では、天保年間に『農政本論』『内洋経緯記』を著しており、その声望はおおいに高まって宇和島藩や薩摩藩からは出入りを許されている。ただし、基本的には牢人身分であったところから、生活は困窮していたものと思われる。
天保10年（1839年）には親交のあった渡辺崋山、高野長英、小関三英とともに蛮社の獄に連座したものの、わずかに罪を免れている。翌天保11年（1840年）、綾部藩の藩主九鬼隆都に招かれて勧農策を講じた。やがて、かれの学識は老中首座であった水野忠邦の買うところとなり、その罪も許されて、忠邦の諮問に応ずるために『復古法概言』を著した（弘化2年（1845年）刊行）。信淵は幕府専売制ともいうべき「復古法」を実施し、流通を幕府の手によって直接統制し、流通過程への徴税による富国策を提示したが、忠邦の失脚によって実現しなかった。信淵はまた、全国各地の藩に招かれて、政治、経済、産業等さまざまな分野にわたって講演している。
信淵は、「自分の学説は今の世に認められなくても、後世すぐれた君主があらわれれば必ずやわが家学をもって天下を一新することになるだろう」と述べ、生涯にわたって著述をつづけたが、嘉永3年（1850年）正月6日、病によって江戸で永眠した。82歳。墓は浅草松応寺（現在は杉並区高円寺南2-29に移転）。故郷の西馬音内の宝泉寺に東郷平八郎揮毫の「佐藤五代碑」がある。

## 親族
妻は初め笹原氏。のちの渡辺氏は4男2女を産んだ。嫡男は佐藤信照（昇庵）である。

## 年譜
- 明和6年（1769年） - 出羽国雄勝郡で生まれる。
- 天明 - 寛政年間 - 諸国を遍歴する。
  - 天明元年（1781年） - 蝦夷地に渡る。
  - 天明4年（1784年） - 日光・足尾鉱山おとずれる。父が客死。宇田川玄随に入門。
  - 天明5年（1785年） - 津山訪問。西国を遊歴。
  - 寛政元年（1789年） - 一時帰郷。
- 寛政4年（1792年） - 江戸京橋柳町にて医業を始める。
- 寛政5年（1793年） - 最初の妻をむかえる。
- 寛政6年（1794年） - 母を江戸に呼び寄せる。
- 寛政9年（1797年） - 母死去。上総国山辺郡大豆谷村に潜居。
- 文化4年（1807年） - 徳島藩に仕官。2年足らずで江戸に戻る。以後、大豆谷に戻る。
- 文化8年（1811年）ころ - 江戸日本橋富沢町で医業を営む。吉川源十郎に入門。
- 文化10年（1813年） - 平田篤胤に入門。
- 文化11年（1814年） - 医業廃業。吉川源十郎一件に連座して入牢。江戸所払いにより、下総国船橋大神宮（現千葉県船橋市）に移る。
- 文化14年（1817年） - 大豆谷村に移る。
- 文政6年（1823年） - 『宇内混同秘策』を著す。
- 文政8年（1825年） - 『天柱記』を著す。
- 文政10年（1827年）- 『経済要録』を著す。
- 天保3年（1832年） - 江戸所払いにより、武蔵国鹿手袋村に移る。『農政本論』を著す。
- 天保4年（1833年） - 『内洋経緯記』を著す。
- 天保10年（1839年） - 蛮社の獄に連座したが、罪は免れた。
- 天保11年（1840年） - 綾部藩主九鬼氏に招かれて勧農策を講じる。
- 天保12年（1841年） - 盛岡藩に仕官。
- 嘉永2年（1849年） - 江戸払いを赦免される。
- 嘉永3年（1850年） - 死去。
- 明治15年（1882年） - 朝廷から正五位を追贈される。
- 明治42年（1909年） - 秋田市の平田神社に平田篤胤とともに合祀される。平田神社は「彌高神社」に改称される。

## 思想と主要著書

### 思想
佐藤信淵の著作は300部8,000巻に及ぶとされているが、必ずしも全ては伝わっていない。また、生存中は彼の著作は広くは知られておらず、読者も限られていた。書名に「秘策」「秘録」を付すものが多いのも、公にできない性格をもっていたからであった。広く読まれるようになったのは明治以降であり、主なものは滝本誠一編『佐藤信淵家学全集』にまとめられている。その著作はきわめて多種多様で、農学から兵学、兵器製造、経済、社会政策、教育行政、さらに国家経営におよび、きわめて実際的なものから理論的、観念的なものまで含んでいる。そのなかのひとつ、文政12年（1829年）成立の『草木六部耕種法』は有用植物の利用対象を、根･幹･皮･葉･花･実の六部に分け、それぞれに属する植物の栽培法を解説するというもので、この書によって信淵は、宮崎安貞・大蔵永常と並ぶ「江戸時代の三大農学者」と称せられている。信淵はまた、「百姓は国家の根本、農業は政事の基源」という趣意のもと天保3年（1832年）に『農政本論』を著しており、富農・富商による土地兼併を百姓困窮の一因とみて、その禁止を説き、天災への救助法なども説いて、万民の困窮を救って国家の富盛をもたらすべき諸策を論じている。
信淵の経世論のなかで特に注目に値するのは、封建制度を基盤とする幕藩体制のもとで、来たるべき「統一国家」としての日本の姿を考え、それを方法としては科学的に、そして、社会的および経済的な内容をともなうものとして打ち出したということである。また、信淵は、平田国学を学んだことで、実学専門だった佐藤家の学問に「哲学」を取り入れたともいわれる（しかし、森銑三は後述のように信淵は世に出ようとして「粉飾された家学」を書いたとしているので、留保が必要である）。
文政10年（1827年）成立の『経済要録』で信淵は、「我が家の学問の原規則は、古今にわたり和・漢・印度の道学をもって基本とし、これを高皇産霊神（タカミムスビノカミ）が天地をつくり給いたる神意に折衷したるものなり」と記している。平田篤胤の説く産霊神による万物生成論の影響が強くみられ、その経済論の土台は生産力の原理であった。これはまた、文政期の社会問題が貧困から発していたことに即応したものでもあった。信淵は、「経済とは国土を経営し物産を開発して領地内を豊かにし、万民を救済することにある」として、経済の最重要政策として、創業、開物、富国、垂統の4条を掲げている。このなかの「垂統」こそ信淵の政治経済学の核心をなすものであり、これを拡大し具体的に述べたのが『垂統秘録』であった。
『経済要録』は、しばしば近世の経世論として最も体系化されたもののひとつとされる。それは、「垂統」すなわち「子々孫々万世衰微すること無く、其の国家をして永久全盛ならしむるを云ふ」として強大な中央集権的政府を構想し、政府が中心となって国土を開発し、諸産業をおこして政府統制下におき、秩序ある交易を振興し、国を富まし、もって国民生活の安定を計るべきことを説くものであった。
『垂統秘録』は，信淵が天保2年（1832年）ころに口述(したものを，子息の佐藤信照と門人大久保融が筆記したものとされ，信淵の死後に成立した。欠失した箇所があり、すべて伝わっていないが、日本全国に「三台」（神祇台・教化台・太政台）と「六府」（本事府（農業）・開物府（鉱業・林業）・製造府（工業）・融通府（商業）・陸軍府・水軍府）を設置して、人民を「八業」（草・樹・鉱・匠・賈・傭・舟・漁）に六府に分属させて兼業を禁ずるという、一種、国家社会主義的とみなされる日本を構想しており、とりわけ、「病養館」という現在の国立保養所や国民健康保険につながる考え、また、「慈育館」「遊児館」という、貧困家庭の無償保育の場を設けよという主張のみえるのが注目される。
「垂統」において基本原理となった「大地はことごとく皆皇朝の所領なり」の考えをもとに論述した文政6年（1823年）の経世済民論が『宇内混同秘策』であった。『宇内混同秘策』（あるいは単に『混同秘策』）では、江戸に首都をおいて王城の地となし、もって「東京」と改称すべし、また、大坂（西京）とで二都制を設けるべしと主張し、さらに地方を14省制として行政機構を分置し、10学部制の大学を設置すべきと提案している。
経世家としての信淵は、しばしば海保青陵・本多利明と並び称される。信淵の重商主義論はこの2人、とりわけ本多利明の重商主義論から強い影響を受けた。海保青陵の一藩重商主義に対し、本多利明によって示された一国重商主義は彼によって引き継がれ、武士階級による経世論に多くみられる市場経済よりも政治に傾斜した論であることにも共通点があり、対外進出論の面でも利明の重商主義論を継承している。動機のうえでも、北越や奥羽の農民の困窮や荒廃した農村を救済するという同じ問題意識のうえに立っていた。信淵の本領は、統一国家構想を立て、そのなかに農業・商業・鉱業をとりこんで議論を展開する点にあり、数学者であった利明がわずかな体験と書物から得た西洋事情だけであったのに対し、信淵が鉱山学や農学などの幅広い知識をもとに同じ一国重商主義でも国内生産力の増進を盛り込むかたちで論を展開しえたところに大きな違いがあった。また、対外進出についても利明が平和的なものであったのに対し、信淵の場合は戦争をともなう軍事的な侵略が明確に示されていた。いずれにせよ、徳川体制下において、対外的・対内的両視野をもつ統一国家を構想したことは希有なことといってよい。さらに、海防・通商に関して信淵は、イギリスの富強は世界各国との貿易によっており、通商航海はおおいに必要であると説いて公然と開国論を唱え、貿易の官営、産業の独占によって幕政や幕藩体制下の経済の行き詰まりを打開しようとしたのである。

### 評価と批判
佐藤信淵の経歴については、とくにその家学伝承において謎の部分が多い。身分制社会の中で学者として身を立てるための方便であったとも考えられるが、彼自身が述べている経歴の所伝に矛盾がある。
また、『宇内混同秘策』の冒頭に「皇大御国は大地の最初に成れる国にして世界万国の根本なり。故に能く根本を経緯するときは、則ち全世界悉く郡県と為すべく、万国の君長皆臣僕と為すべし」と書いて、日本至上主義を唱えたのみならず、満州、朝鮮、台湾、フィリピンや南洋諸島の領有等を提唱したため、近代日本の対外膨張主義の先取り、さらには「大東亜共栄圏」構想の「父」であるとみなす見解が存在する。これは、今日からすればあからさまな侵略思想にほかならず、非難の対象となる。
第二次大戦中の日本では、信淵は大東亜攻略を世に先駆けて述べた人物として大いに称揚され、軍人を中心に愛読された。また、信淵にいたる佐藤家5代の家学は、かつては「5代の苦心」の題で小学校読本にも収載された有名な美談であったが、森銑三はこれに対し、1942年（昭和17年）10月、信淵の履歴には嘘や信用できないものが多く、仕官のために誇大な宣伝をした「山師」であるとして『佐藤信淵 - 疑問の人物』を刊行した。信淵の故郷では困ってこの著作に対する反対運動を起こし、それに当局も応じて、戦争末期には再版不可となった。谷沢永一は森説を受けて、「最初から最後まで嘘をつきハッタリで通している」詐欺師であり、「5代にわたって学者を輩出した家系」とか、先祖が農政家、思想家、旅行家、事業家であり、また先祖の学問を自分が集大成したというのも全て嘘だとして厳しく批判している。
ただし、虚言を用いてまで自己を売り込もうという姿勢に関しては、仕官を強く望む者にはありがちなことではないかという弁護論もある。処士身分としての失業知識人が、ひとつには生活のため、ひとつには自分の才能と知識を発揮せんがため、牢人の境涯を脱するために禄仕を求めたことを、果たして誰が責めることができるだろうというのである。
森銑三『近世人物夜話』（1968年）には、吉田松陰が獄中で信淵の『経済要録』を読んだときの感想が紹介されている。それによれば、「細見して大いに実得さり（中略）民事に在り最も闕（か）くべからずと為す」とあり、松陰は信淵を農学に関しては最先端をいく人と理解しているが、それでも広言空論とみた部分もあったようである。
一方では、奈良本辰也のように、信淵が平田派の影響を受けたことで「非科学的で形而上学的な点も多くある」としながらも、「かれの描いた国家像は明治維新を望見していたということは、かれがなみなみならぬ思想家であったことを証明している」として、高く評価する声がある。また、農学で再評価されるべき点があり、干拓や埋め立てによる都市建設、自走火船などのアイディアも当時の日本人としては非凡で、とりわけ都市論などにおいては今後再検討されるべき要素を備えているという指摘がある。

### 主要著書
- 『天柱記』
- 『種樹園法』
- 『物価余論簽書』
- 『経済要録』
- 『内洋経緯記』
- 『天地鎔造化育論』
- 『致富小記』
- 『経済提要』
- 『薩藩経緯記』（1830年） - 薩摩藩の重臣にあて藩内の開発、経営手法などを説いた[20]。
- 『農政教戒六箇条』
- 『養蚕要記』
- 『農政本論』
- 『混同秘策』
- 『垂統秘録』
- 『草木六部耕種法』
- 『復古法概言』(1845年)

### 電子書籍
- 1876 『種樹園法』全3巻
  - 国会図書館近代デジタルライブラリー
- 1876 『物価余論簽書』全2巻
  - 国会図書館近代デジタルライブラリー
- 1877 『経済要録』全7巻
  - 国会図書館近代デジタルライブラリー
- 1880 『内洋経緯記』
  - 国会図書館近代デジタルライブラリー
- 1881 『天地鎔造化育論』全3巻
  - 国会図書館近代デジタルライブラリー
- 1881 『致富小記』
  - 国会図書館近代デジタルライブラリー
- 1882 『経済提要』全2巻
  - 国会図書館近代デジタルライブラリー
- 1883 『薩藩経緯記』
  - 国会図書館近代デジタルライブラリー
- 1885 『農政教戒六箇条』
  - 国会図書館近代デジタルライブラリー
- 1888 『養蚕要記』
  - 国会図書館近代デジタルライブラリー
- 1888 『混同秘策』
  - 国会図書館近代デジタルライブラリー

## 著書
- 滝本誠一校訂『経済要録』岩波文庫、1928年。
- 『日本の名著 24 平田篤胤・佐藤信淵・鈴木雅之』中央公論社、1972年。
- 島崎隆夫校注『日本思想大系 45 安藤昌益・佐藤信淵』岩波書店、1977年。